# Senaat (Congo-Kinshasa)
De Senaat (Frans: Sénat) is het hogerhuis van het parlement van Congo-Kinshasa. De Senaat telt 109 zetels.
De Senaat werd in 1960 opgericht maar in 1967 door Mobutu afgeschaft. In 2003 werd een voorlopige Senaat opgericht, in 2006 vervangen door de huidige Senaat. Voorzitter van de Senaat is Alexis Thambwe Mwamba (sinds 2019), een vertrouwenspersoon van oud-president Joseph Kabila.
Senatoren worden indirect gekozen door de provinciale vergaderingen. Iedere provincie kiest vier senatoren; de stadsprovincie Kinshasa kiest er acht. Een lid van de Senaat is een senator voor het leven (ex officio president van de republiek, d.i. Joseph Kabila). De fractie van het Front commun pour le Congo (FCC) is met 99 zetels de grootste. Andere fracties zijn die van Cap pour le changement (3) en Coalition Lamuka (6). Deze laatste fractie vormt de oppositie.

## Zetelverdeling

Zetelverdeling na de verkiezingen van 2019

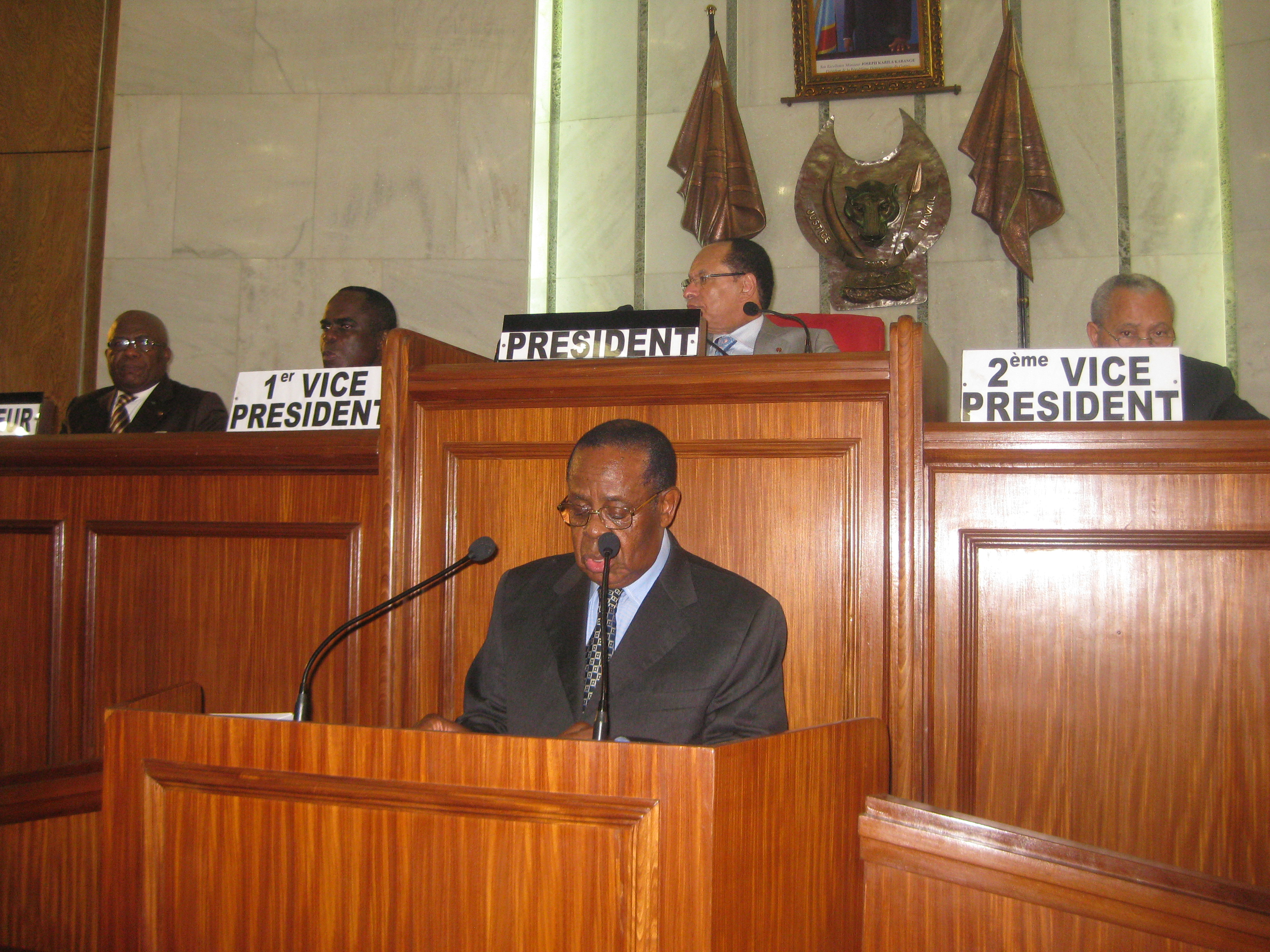
Zitting van de Senaat in 2009